# Joseph Baillon
Joseph Aloysius Baillon, britanski general, * 1895, † 1951.